# Torneo Supercup 2015
Il Torneo Supercup 2015 si è svolto dal 21 al 23 agosto 2015, nella città di Amburgo.

## Squadre partecipanti
1. Germania
2. Lettonia
3. Polonia
4. Turchia

## Risultati
| Amburgo 21 agosto 2015, ore 17:00 | Germania | 85 – 80 | Lettonia |  |

| Amburgo 21 agosto 2015, ore 19:30 | Turchia | 73 – 83 | Polonia |  |

| Amburgo 22 agosto 2015, ore 15:45 | Germania | 82 – 69 | Polonia |  |

| Amburgo 22 agosto 2015, ore 18:15 | Lettonia | 81 – 79 | Turchia |  |

| Amburgo 23 agosto 2015, ore 15:00 | Germania | 68 – 66 | Turchia |  |

| Amburgo 23 agosto 2015, ore 17:30 | Polonia | 80 – 81 | Lettonia |  |

## Classifica
| -  | Team     | PT |
| -- | -------- | -- |
| 1. | Germania | 6  |
| 2. | Lettonia | 4  |
| 3. | Polonia  | 2  |
| 4. | Turchia  | 0  |